# ثعبانيات ساطعة
ثعبانيات ساطعة أو ثعبانيات المنازل (الاسم العلمي: Lamprophiidae)، فصيلة من الثعابين يوجد معظمها في إفريقيا، وبعضها يوجد في أجزاء من جنوب أوروبا وغرب آسيا. هناك أنواع قليلة توجد في جنوب شرق آسيا. تضم 322 نوعًا اعتبارًا من أبريل 2019.